# Firminópolis (ort)
Firminópolis är en ort i Brasilien.   Den ligger i kommunen Firminópolis och delstaten Goiás, i den centrala delen av landet, 270 km väster om huvudstaden Brasília. Firminópolis ligger 678 meter över havet och antalet invånare är 9 084.
Terrängen runt Firminópolis är huvudsakligen platt, men västerut är den kuperad. Firminópolis ligger uppe på en höjd. Närmaste större samhälle är São Luís de Montes Belos, 9,5 km nordväst om Firminópolis.
Omgivningarna runt Firminópolis är huvudsakligen savann. Runt Firminópolis är det glesbefolkat, med 15 invånare per kvadratkilometer.